# Narrenschiffbrunnen (Norymberga)
Fontanna statku głupców (niem.: Narrenschiffbrunnen) – fontanna nawiązująca do grafiki Albrechta Dürera z książki o tym samym tytule, autorstwa Sebastiana Brandta z 1497 roku.

## Źródła
- Kurt Klutentreter: Rund um das Narrenschiff. Erinnerungen eines etablierten 77 Jahre alten Nürnberger „Trottels”. Fast ein Roman. Papyrus, Nürnberg 1988, 416 S., ISBN 3-9801901-0-2.